# Federico Puig Romero
Federico Puig Romero (Santiago, 5 de setembre de 1812-Madrid, 22 de juny de 1866) va ser un militar espanyol del cos d'artilleria que era coronel del 5è regiment d'artilleria a peu quan va ser assassinat a la caserna de San Gil de Madrid en circumstàncies no esclarides. En les recerques dutes a terme sobre el seu assassinat es planteja la possibilitat que fos l'autèntic pare del rei Alfons XII.

## Inicis
Va ser el cinquè de set fills nascuts del matrimoni format per Vicent Puig Formentí, natural de Barcelona, i Gertrudis Romero, natural de Salamanca. El seu pare va ser un oficial d'infanteria que en 1807 va formar part de l'expedició del marquès de la Romana i va morir a Pamplona en 1815 amb el grau de coronel. En 1816 la seva mare és nomenada hostessa de la reina Maria Isabel de Bragança, segona dona de Ferran VII. Entre aquest any i 1822 Federico té tres germans més per part de mare: Gertrudis, Juan i Fernanda, aquesta última apadrinada pel rei Ferran VII i la reina Maria Josepa Amàlia de Saxònia en 1822. En 1823 la seva família cau en desgràcia davant el rei i un any després mor la seva mare. En 1827 els orfes Puig Romero recuperen el favor de Ferran VII, qui atorga Federico dispenses extraordinàries per facilitar la seva admissió en l'exclusiu i recentment creat Reial Col·legi d'Artilleria, en el qual s'exigia noblesa paterna i materna per al seu ingrés, que es produeix el 23 de febrer de 1830 en classe de cavaller cadet cursant estudis en l'Acadèmia d'Alcalá de Henares fins al 26 de juny de 1835 amb el grau de sotstinent.

## Primers anys de vida militar
Des de la seva sortida de l'acadèmia va participar en diverses accions durant la primera guerra carlista, estant en 1838 sota les ordres del baró de Meer i en 1839 sota les del mariscal de camp Diego de León y Navarrete fins a la fi de la guerra a l'agost. El juliol del 1843 ell i els seus companys d'artilleria sol·liciten llicència absoluta per no participar en el bombardeig de Sevilla contra Juan van Halen y Sarti. Són arrestats tots menys ell i altres dotze que aconsegueixen embarcar en un buc francès que els trasllada a Portvendres. Per mèrits de guerra aconsegueix el grau de capità al setembre.

## Casament i vincle amb els Puigmoltó
El 12 de desembre de 1850 obté llicència per casar-se amb Josefa Amalia Romaguera Giner, filla del regent de l'Audiència Territorial de Catalunya, Joaquim Romaguera i Romaguera. Existia una relació d'amistat entre el sogre de Federico i Luis Mayans, avi matern de Rafael Puigmoltó i Mayans, oficial d'artilleria amb qui Federico va compartir destinacions comunes des d'abans de 1850 fins a la mort prematura d'est en 1854. Rafael era germà d'Enric Puigmoltó i Mayans, sobre qui es va fer recaure la paternitat del futur Alfons XII mitjançant la propagació de rumors des de l'entorn de la reina Isabel II.

## Vincles a palau
La seva mare, hostessa de la reina Maria Isabel de Bragança, en 1819 contreu segones noces a la Reial Capella amb Juan Guillelmi Valenzuela, provinent d'un llinatge de palatins des de temps de Felip V i en la seva major part artillers. Federico manté estreta relació amb els seus oncles polítics Guillelmi Valenzuela. El passat palatí de la mare de Federico probablement va influir que un nebot i fillol seu, Félix Martín Romero, contragués matrimoni en 1853 amb Carolina Godoy Crawe, neta de Manuel Godoy, sent padrina Josefa Tudó i el comte de Mirasol, pare de Luis Arístegui Doz, artiller molt vinculat en el futur a Alfons XII. També manté estrets vincles a palau el cunyat de la seva germana Gertrudis, Francisco Parreño Lobato, gentilhome de cambra amb exercici des de 1862.

## Paternitat d'Alfons XII
L'existència d'una carta signada pel rei Alfons XII dirigida “als meus benvolguts germans Federico i Enrique Puig Romaguera” unida al vincle d'amistat de Federico amb la família del comte de Torrefiel planteja la possibilitat que Enric Puigmoltó es prestés a encobrir la presumpta paternitat de Federico sobre el llavors príncep Alfons.

## Assassinat

### Antecedents
Destinat a València a partir de 1857, a l'octubre de 1863 passa a Vicálvaro, arribant al gener a la cort i és nomenat coronel del 5è regiment d'artilleria a peu. En 1865 passa a l'escola pràctica fins al 26 d'abril de 1866, quan és destinat al caserna de San Gil de Madrid, on es produeix la revolta dels sergents d'artilleria el 22 de juny.

### Contradiccions i encobriment del govern
En els dies següents als successos es publiquen en premsa no oficial diverses versions de l'esdevingut dins de la caserna, diferint aquestes únicament en el lloc i circumstàncies en què mor el coronel Puig. Es publica també l'entrevista que manté Isabel II amb la vídua, orfes i Félix Martín Romero, publicant-se poc després a La Gaceta que ha estat afusellat el que va assassinar Federico Puig, sense especificar el seu nom (veure "conseqüències" a revolta de la caserna de San Gil). El report d'aquests últims afusellaments el signa el general Isidoro de Hoyos, que ha obtingut el dia anterior grandesa d'Espanya de primera classe. Isabel II realitza concessions extraordinàries a la vídua i orfes, a diferència de la resta d'oficials morts, sobre les morts dels quals no es publica res oficialment.

### Versions en diferents èpoques
Sobre les circumstàncies de l'assassinat existeix el testimoniatge per tradició oral que no va ser mort enmig de la insurrecció, com es va pretendre fer creure, sinó abans, mitjançant uns sicaris que l'executaren al seu pavelló, dins de la caserna, sent-ne testimonis la seva esposa i fills. Això coincideix amb la versió del marquès de Miraflores, qui assegura que el coronel Puig va ser el primer a morir, la qual cosa no s'acobla a cap de les altres versions divulgades.
A més del marquès de Miraflores, diversos historiadors i autors han escrit sobre el seu assassinat, sense que tampoc hi hagi una única versió, a diferència de la resta d'oficials morts aquell dia. Es varia l'escenari, l'hora, amb qui es trobava, el nombre de trets i el mòbil de l'assassinat.
En 1867 dos conspiradors publiquen sengles versions del seu assassinat que difereixen gairebé totalment entre si: Hidalgo i García Ruiz (vegeu "carta de justificació" a Baltasar Hidalgo de Quintana). La versió d'Hidalgo situant al coronel Puig fora de la caserna és recolzada per la d'Ildefonso Antonio Bermejo (1871) i Ángel Segovia (1882).
En 1876, recentment iniciada la Restauració amb Alfons XII, l'historiador Antonio Pirala y Criado descriu l'assassinat del coronel Puig utilitzant dades excloents entre si de la versió de Hidalgo, la de García Ruiz i les divulgades en premsa, canviant a més el testimoniatge del coronel Espinosa que consta en documentació oficial. En ser tan detallada i aprovada per la Restauració, aquesta versió ha servit de base a la majoria de les posteriors. En 1890 Guiu i Martí pren part d'aquesta versió però eliminant els dos testimonis que situa Pirala acompanyant al coronel Puig en sengles trets.
En 1908 l'historiador i biògraf d'Isabel II, Carlos Cambronero y Martínez, situa la mort del coronel Puig al pati de la caserna, tal com reflectia alguna de les versions de premsa de 1866.
L'autor Jorge Vigón Suero-Díaz escriu en sengles llibres dues versions sobre el seu assassinat que difereixen entre si. Una en 1930 i l'altra en 1947.
En 2015 es publica un llibre que investiga en profunditat les circumstàncies d'aquest assassinat i la seva possible vinculació a la paternitat d'Alfons XII així com al passat de la família de Federico al costat del rei Ferran VII.

### Conseqüències
L'alteració per sorpresa dels plans revolucionaris, prevists per iniciar-se a les cinc de la matinada, va donar lloc a una massacre i al fracàs del moviment revolucionari, amb gran repressió per part del govern. En 1872 torna a ser notícia el 22 de juny de 1866 a causa del conflicte artiller iniciat pel nomenament de Hidalgo, a qui el cos d'artilleria no va perdonar mai el que van considerar traïció cap als seus companys morts en la caserna de San Gil el 22 de juny de 1866. El conflicte desemboca en l'abdicació del rei Amadeu sorgint a continuació la Primera República Espanyola.